# República de Sàsser
La República de Sàsser fou un estat efímer creat a Sàsser el 1325 després de la conquesta aragonesa de Sardenya quan moguts pel mal govern dels oficials reials, que lesionava el seu esperit de municipi autònom, els vilatans mataren el potestat Ramon de Sentmenat, ocuparen els béns dels catalans i s'independitzaren establint la República de Sàsser. Un cop dominada la revolta, els rebels reberen un dur càstig per part de Berenguer Carròs i Llòria.